# 妙了寺
妙了寺（みょうりょうじ）は、山梨県南アルプス市上市之瀬にある日蓮宗の寺院。山号は高峰山。旧本山は身延山久遠寺、通師・市之瀬法縁縁頭寺。裏身延と呼ばれ境内の桜は妙了寺の桜として知られる。遠光寺、長遠寺 (南アルプス市)と並んで、身延山久遠寺甲斐触頭三ヶ寺の一。

## 歴史
中野村の真言宗寺院妙龍寺の住持と立正大師日蓮の弟子の妙了日仏尼が問答し日蓮宗に改宗、その後正応元年（1289年）中道院日了が開山した。昭和24年（1949年）失火により経蔵、宝蔵、総門を残し諸堂を焼失した。現在の本堂は昭和54年（1979年）再建されたもの。
妙了寺に伝わる曼荼羅本尊は鎌倉時代の弘安3年（1280年）に日蓮が身延山から日了の母・日仏に与えられたものとされる。

## 旧末寺
日蓮宗は昭和16年に本末を解体したため、現在では、旧本山、旧末寺と呼びならわしている。
- 高峯山本宗坊(南アルプス市上市之瀬) 塔頭
- 妙清山清運寺(甲府市朝日)
- 光照山高源寺(甲府市高畑)
- 光月山永照寺(甲府市高畑)
- 常教山行善寺(南アルプス市有野)
- 眞如山蓮行寺(南アルプス市駒場)
- 松久山蓮經寺(南アルプス市桃園)
- 松久山顕信坊(南アルプス市桃園)
- 妙信山常泰寺(南アルプス市上今井)
- 正法山妙經寺(南アルプス市小笠原)
- 昌行山宗林寺(南アルプス市下市之瀬)
- 新叡山本重寺(南アルプス市上野)
- 妙久山法久寺(南アルプス市中野)
- 櫛形山妙行寺(南アルプス市中野)
- 法教山常仙寺(南アルプス市中野)
- 上野山本覺寺(南アルプス市下今井)
- 高橋山報恩寺(南アルプス市田島)
- 法久山實成寺(南アルプス市戸田)
- 法受山了泉寺(南アルプス市大師)
- 川上山法教寺(南アルプス市川上)
- 鏡光山實成寺(南アルプス市荊沢)
- 新津山經石寺(南アルプス市落合)
- 正覺山法光寺(南アルプス市秋山)
- 懸腰山本清寺(南アルプス市湯沢)
- 淨慶山妙長寺(南アルプス市塚原)
- 長經山法界寺(山梨県南巨摩郡富士川町長澤)
- 淨光山妙源寺(山梨県中巨摩郡昭和町西条)

## 参考資料
- 日蓮宗寺院大鑑編集委員会『宗祖第七百遠忌記念出版 日蓮宗寺院大鑑』大本山池上本門寺 (1981年)